# Forenzika
Forenzika (forenzička nauka) je primena širokog spektra nauka s ciljem pružanja odgovora na pitanja od interesa za pravni sistem. To može biti u vezi sa kriminalom ili parničnim postupkom. Reč forenzički potiče od lat. forēnsis, sa značenjem „pred forumom“. U rimsko doba, krivična prijava je značila javno predstavljanje slučaja u forumu. Lice optuženo za krivično delo i tužilac bi dali govore na osnovu njihovih strana priče. Osoba sa boljim argumentima i prezentacijom bi prevladala. U današnje vreme se termin forenzika prvenstveno odnosi na forenzičku nauku.
Forenzički naučnici prikupljaju, čuvaju i analiziraju naučne dokaze tokom istrage. Dok neki forenzičari putuju na mesto zločina kako bi sami prikupili dokaze, drugi zauzimaju laboratorijsku ulogu, vršeći analizu predmeta koje su im donetin na uvid. Osim svoje laboratorijske uloge, forenzičari svedoče kao veštaci u krivičnim i u građanskim sporovima i mogu raditi ili za tužilaštvo ili za odbranu. Iako bilo koja oblast tehnički može biti forenzička, određene sekcije su se vremenom razvile kako bi obuhvatile većinu slučajeva povezanih sa forenzikom.

## Istorija
Najstariji trag o aplikaciji nauke za otkriće laži u istoriji je iz vremena Arhimeda (212. god. pne.) i stare Grčke koji je tada ustanovio specifičnu težinu navodne zlatne krune i dokazao da ta koju je ispitao nije bila od zlata. Arapski događaj priča nam o kupcu, koji je trebalo da istraži ubistvo koje je bilo počinjeno srpom. On je sakupio sve srpove u selu i samo na jednom su se skupljale muve, što je iskorišćeno kao dokaz za ovo ubistvo. Kineski priručnik za ispitivanje napisao je 1248. Song Si. Među pionire forenzičara u Evropi spada francuski dvorski lekar hirurg Ambroaz Pare (Ambroise Pare 1510—1590), a krajem 18. veka je izašlo nekoliko članaka o forenzičkoj i policijskoj medicini. U daljem razvoju ove nauke ima veliki uticaj otkriće mikroskopa i identifikacija lica sa mesta čina pomoću analize DNK.

### Poreklo forenzike i ranih metoda
Drevnom svetu su nedostajale standardizovane forenzičke prakse, što je pomagalo zločincima u izbegavanju kazne. Krivične istrage i suđenja su se u velikoj meri oslanjala na prinudnim priznanjima i svedočenjima. Međutim, drevni izvori sadrže nekoliko izveštaja o tehnikama koje predskazuju koncepte u forenzičkoj nauci koji su razvijeni vekovima kasnije.
Prvi zapisani prikaz upotrebe medicine i entomologije za rešavanje krivičnih slučajeva pripisuje se knjizi Si Juan Lu (prevedeno kao Ispiranje prestupa), koju je u Kini napisao Sung Ci (宋慈, 1186–1249) 1248. godine, koji je bio direktor pravde, zatvora i nadzora,‍:p. 3. za vreme dinastije Sung.
Sung Ci je formulisao propis o autopsijskom izveštaju suda,‍:p. 161. u kome obrazlaže kako treba zaštititi dokaze u postupku ispitivanja, i navodi razloge zbog kojih radnici moraju nepristrasno da pokažu ispitivanje javnosti.‍:p. 76–82. On je opisao metode za pravljenje antiseptika i za otkrivanje skrivenih povreda na mrtvim telima i kostima (koristeći sunčevu svetlost pod pokrovom od crvenog ulja i sirćeta);‍:p. 95. naveo je kako se može izračunati vreme smrti (uzimajući u obzir vremenske prilike i insektea);‍:p. 86. kako treba prati mrtvo telo radi određivanja različitih razloga smrti.‍:p. 87. U to vreme knjiga je pružala metode za razlikovanje samoubistva od onog što je učinjeno da izgleda kao samoubistvo.‍:p. 79–85
Poznate su metode ranog perioda sa više lokacija širom sveta koje su uključivale upotrebu pljuvačke i ispitivanja usta i jezika kako bi se utvrdila nevinost ili krivica, što je prekurzor poligrafskog testa. U drevnoj Indiji, u nekim slučajevima je od osumnjičenih traženo da napune usta sušenim pirinčem i da ba zatim ispljunu. Slično tome, u drevnoj Kini, optuženima za zločin je stavljan pirinčani prah u usta.

## Podoblasti
- Računarska forenzika se bavi razvojem algoritama i softvera za forenzička ispitivanja.
- Kriminalistika je primena raznih nauka radi davanja odgovora na pitanja vezana za ispitivanje i poređenje bioloških dokaza, evidencije tragova i otisaka (kao što su otisci prstiju, stopala, i tragovi vozila), kontrolisanih supstanci i balističkih nalaza.
- Digitalna forenzika je primena naučnih metoda i tehnika radi povraćaja podataka sa elektronskih / digitalnih medija.
- Forenzičko računovodstvo je studija i interpretacija računovodstvene evidencije.
- Forenzika fotografija iz vazduha je studija i interpretacija fotografske evidencije snimljene iz vazduha.
- Forenzička antropologija je primena fizičke antropologije u pravnom okruženju, obično radi povraćaja i identifikacije ljudskih ostataka.
- Forenzička arheologija je primena kombinacije arheoloških tehnika i forenzike u sprovođenju zakona.
- Forenzička astronomija koristi metode astronomije za određivanje ranijih nebeskih sazvežđa za forenzičke svrhe.
- Forenzička botanika je studija biljnog života radi sticanja informacija o mogućim kriminalnim aktivnostima.
- Forenzička genetika, proučavanje bioloških tragova kriminalnih djela, analizom DNK;
- Forenzička hemija je studija detekcije i identifikacije nezakonitih droga, akceleranata korištenih u slučaju podmetanja požara, eksploziva i ostataka baruta.
- Forenzička daktiloskopija je studija otisaka prstiju.
- Ispitivanje forenzičkih dokumenata daje odgovore na pitanja o spornim dokumentima koristeći niz naučnih procesa i metoda
- Forenzička DNK analiza koristi jedinstvenost DNK molekula za identifikaciju osoba
- Forenzičko inženjerstvo je naučno ispitivanje i analiza strukture i proizvoda radi utvrđivanja uzroka kvara i nanesene štete.
- Forenzička entomologija se bavi ispitivanjem insekata u, na i oko ljudskih ostataka radi određivanje vremena i lokacije smrti.
- Forenzička geologija se bavi evidencijom u tragovima u obliku zemljišta, minerala i nafte.
- Forenzička geofizika je primena geofizičkih tehnika kao što je radar za detekciju objekata skrivenih u zemlji ili ispod vode.[9]
- Forenzička limnologija je analiza evidencije sakupljene na mestima zločina u ili oko izvora sveže vode. Ispitivanje bioloških organizama, posebno diatoma, može da bude korisno u uspostavljanju veze između osumnjičenih i žrtava.
- Forenzička lingvistika se bavi problemima pravnog sistema koji zahtevaju jezičku stručnost.
- Forenzička meteorologija je proces rekonstruisanja vremenskih događaja za pojedinu lokaciju.
- Forenzička odontology je studija jedinstvenosti denticija, poznatija kao studija zuba.
- Forenzička optometrija je studija naočara i drugi očnih pomagala vezanih za mesto zločina i krivične istrage.
- Forenzička patologija je polje u kome se principi medicine i patologije primenjuju za određivanje uzroka smrti ili povrede u kontekstu pravne istrage.
- Forenzička podijatrija je primena studije otisaka stopala ili obuće i njihovih tragova pri analizi poprišta kriminala radi uspostavljanja ličnog identiteta u forenzičkim ispitivanjima.
- Forenzička psihijatrija je specijalizovana grana psihijatrije koja se primenjuje u naučnoj kriminologiji.
- Forenzička psihologija je studija uma pojedinca, koristeći forenzičke metode. Ona obično određuje okolnosti koje su proizvele ponašanje počinitelja kriminala.
- Forenzička seizmologija je studija koja omogućava pravljenje razlike između seizmičkih uzrokovanih nuklearnom eksplozijom i zemljotresom.
- Forenzička serologija je studija telesnih fluida.[10]
- Forenzička toksikologija je studija uticaja droga i otrova na ljudsko telo.
- Forenzička video analiza je naučno ispitivanje, poređenje i vrednovanje video snimaka u pravnim pitanjima.

## Literatura
- Bartos, Leah, "No Forensic Background? No Problem", ProPublica, April 17, 2012.
- Anil Aggrawal's Internet Journal of Forensic Medicine and Toxicology Архивирано на веб-сајту  (10. јун 2019).
- Joe Nickell and John F. Fischer. University Press of Kentucky. Crime Science: Methods of Forensic Detection. 1999. ISBN 978-0-8131-2091-1.
- Dead Reckoning: The New Science of Catching Killers by Michael Baden, M.D, former New York City Medical Examiner, and Marion Roach. Simon & Schuster. 2001.  978-0-684-86758-8.
- Forensic Magazine - Forensicmag.com.
- Forensic Materials Engineering: Case Studies by Peter Rhys Lewis, Colin Gagg, Ken Reynolds. CRC Press, 2004.
- Forensic Science Communications, an open access journal of the Federal Bureau of Investigation.
- Forensic sciences international - An international journal dedicated to the applications of medicine and science in the administration of justice - ISSN: 0379-0738 - Elsevier
- Guide to Information Sources in the Forensic Sciences Архивирано на веб-сајту  (31. октобар 2006) by Cynthia Holt. Libraries Unlimited. 2006.  978-1-59158-221-2.
- International Journal of Digital Crime and Forensics (IJDCF) Архивирано на веб-сајту  (4. септембар 2009)
- Owen, D. (2000). Hidden Evidence; The Story of Forensic Science and how it Helped to Solve 40 of the World's Toughest Crimes. London: Quintet Publishing. ISBN 978-1-86155-278-5.
- Quinche, Nicolas, Crime, Science et Identité. Anthologie des textes fondateurs de la criminalistique européenne (1860–1930). Genève: Slatkine, 2006, 368p.
- Quinche, Nicolas, « Les victimes, les mobiles et le modus operandi du criminaliste suisse R.-A. Reiss. Enquête sur les stratégies discursives d’un expert du crime (1906-1922)" in Revue Suisse d’Histoire, 58, no 4, décembre 2008, pp. 426–444.
- Quinche, Nicolas, « L’ascension du criminaliste Rodolphe Archibald Reiss », in Le théâtre du crime : Rodolphe A. Reiss (1875–1929). Lausanne : Presses polytechniques et universitaires romandes, 2009, pp. 231–250.
- Quinche, Nicolas, « Sur les traces du crime : la naissance de la police scientifique et technique en Europe », in Revue internationale de criminologie et de police technique et scientifique, vol. LXII, no 2, juin 2009, pp. 8–10.
- Quinche, Nicolas, and Margot, Pierre, « Coulier, Paul-Jean (1824-1890) : A precursor in the history of fingermark detection and their potential use for identifying their source (1863) », in Journal of forensic identification (Californie), 60 (2), March–April 2010, pp. 129–134.
- Quinche, Nicolas, "Sur les traces du crime : de la naissance du regard indicial à l’institutionnalisation de la police scientifique et technique en Suisse et en France. L’essor de l’Institut de police scientifique de l’Université de Lausanne". Genève : Slatkine, 2011, 686p., (Coll. Travaux des Universités suisses), (Thèse de doctorat de l’Université de Lausanne).
- Stuart Kind and Michael Overman. Doubleday. Science Against Crime. 1972. ISBN 978-0-385-09249-4.
- Stanton, G. (2003). „Underwater Crime Scene Investigations (UCSI), a New Paradigm”. In: SF Norton (ed). Diving for Science... 2003. Proceedings of the American Academy of Underwater Sciences (22nd annual Scientific Diving Symposium). Архивирано из оригинала 27. 07. 2011. г. Приступљено 18. 6. 2008.
- Structure Magazine no. 40, "RepliSet: High Resolution Impressions of the Teeth of Human Ancestors" by Debbie Guatelli-Steinberg, Assistant Professor of Biological Anthropology, The Ohio State University and John C. Mitchell, Assistant Professor of Biomaterials and Biomechanics School of Dentistry, Oregon Health and Science University.
- The Internet Journal of Biological Anthropology.
- Wiley Encyclopedia of Forensic Science[мртва веза] by Allan Jamieson and Andre Moenssens (eds). John Wiley & Sons Ltd. 2009.  978-0-470-01826-2.
- Wiley Encyclopedia of Forensic Science Архивирано 2012-12-11 на сајту  The online version of the Wiley Encyclopedia of Forensic Science by Allan Jamieson and Andre Moenssens (eds)
- "The Real CSI, PBS, Frontline documentary, April 17, 2012.

## Spoljašnje veze
- Forenzička antropometrija
- Forensic Science na veb-sajtu  (језик: енглески)